# King Aroo
King Aroo era una tira de prensa estadounidense escrita y dibujada por Jack Kent. La tira hizo su debut en noviembre de 1950 y continuó hasta junio de 1965. Fue distribuida a través de McClure Syndicate.

## Personajes e historia
El protagonista, King Aroo, es el monarca del mítico reino de Myopia. Los secundarios incluyen a Yupyop, Alto Señor de Casi Todo; el científico Profesor Yorgle; Mr. Pennipost, un canguro que trabaja de cartero y lleva el correo en su marsupio; Mr. Elefante, tan olvidadizo que no se acuerda de sí mismo; el poeta de la corte, Dipody Distich y Wanda Witch, una pájara experta en hechizos y maldiciones a 5 centavos.
A menudo comparado con la tira Pogo, en King Aroo abundan los trucos y juegos de palabras, y es citada en The Smithsonian Collection of Newspaper Comics:
King Aroo es apreciada por los devotos de los comics e interesa en especial a los lectores seguidores de Krazy Kat, Barnaby, Pogo y Little Nemo. El rey fue creado por Jack Kent, nacido en Burlington, Iowa, en 1920. Probablemente a causa de que Kent no recibió clases de arte su estilo es de linea suelta, con paginas llenas de personajes y actividad. Seguramente su innata habilidad artística impidió que estas páginas quedasen confusas. La tira comenzó en 1950 y se mantuvo hasta 1965.
Las primeras tiras se recopilaron en un libro de 192 páginas: King Aroo, publicado por Doubleday en 1953. La recopilación tenía un prólogo de  Gilbert Seldes. En abril del 2010 IDW Publishing lanzó el primer volumen de la reedición de King Aroo, con las tiras diarias de 1950 a 1952, el trabajo estuvo a cargo de Dean Mullaney, Bruce Canwell y con una introducción del dibujante Sergio Aragonés. IDW tuvo problemas para localizar algunas tiras; de todas formas, en marzo de 2013 las tiras diarias de 1953–54 salieron a la venta.